# Гидродинамическая передача

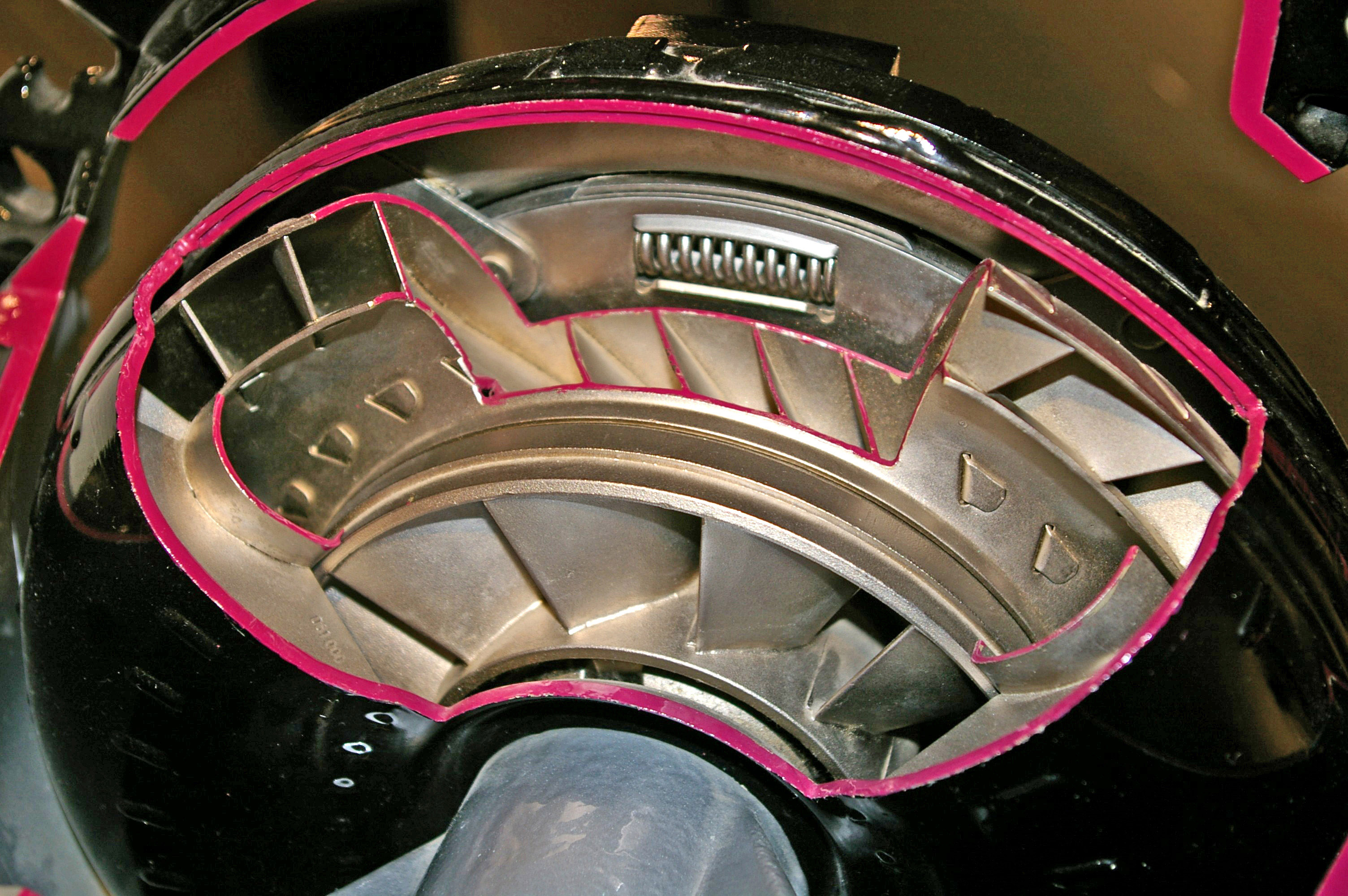
Комплексная гидродинамическая передача от гидромеханической автоматической коробки передач Tiptronic-Porsche. Данная гидродинамическая передача может работать в режиме гидротрансформатора, гидромуфты и прямой передачи.

Гидродинамическая передача — устройство по передаче мощности вращением посредством двойного преобразования механической энергии вращения в кинетическую энергию потока жидкости и обратно посредством работающих в замкнутом контуре двух не имеющих жёсткой кинематической связи гидравлических лопаточных машин, одна из которых выполняет функцию гидронасоса, а другая функцию турбины.

## Общее описание

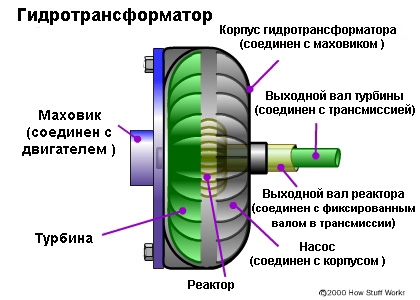
Конструкция гидродинамической передачи на примере гидротрансформатора

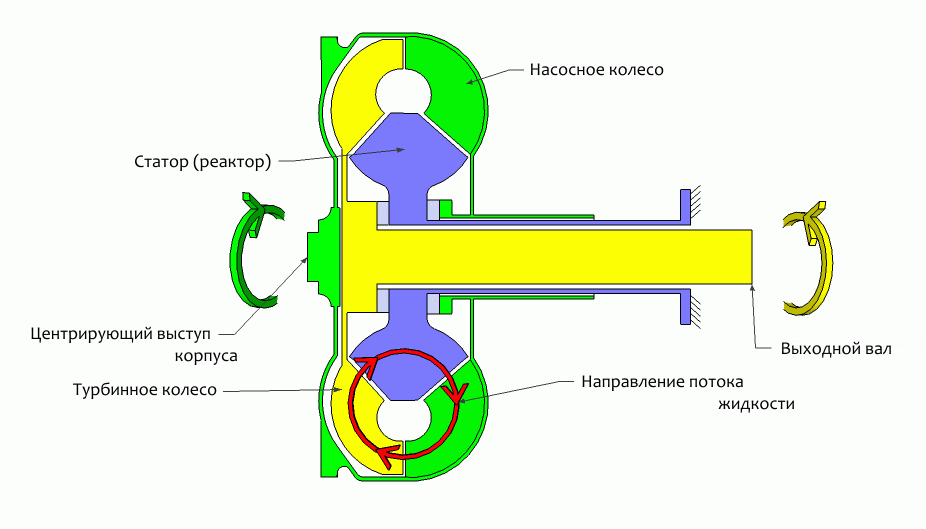
Направление потока жидкости в торообразных поверхностях

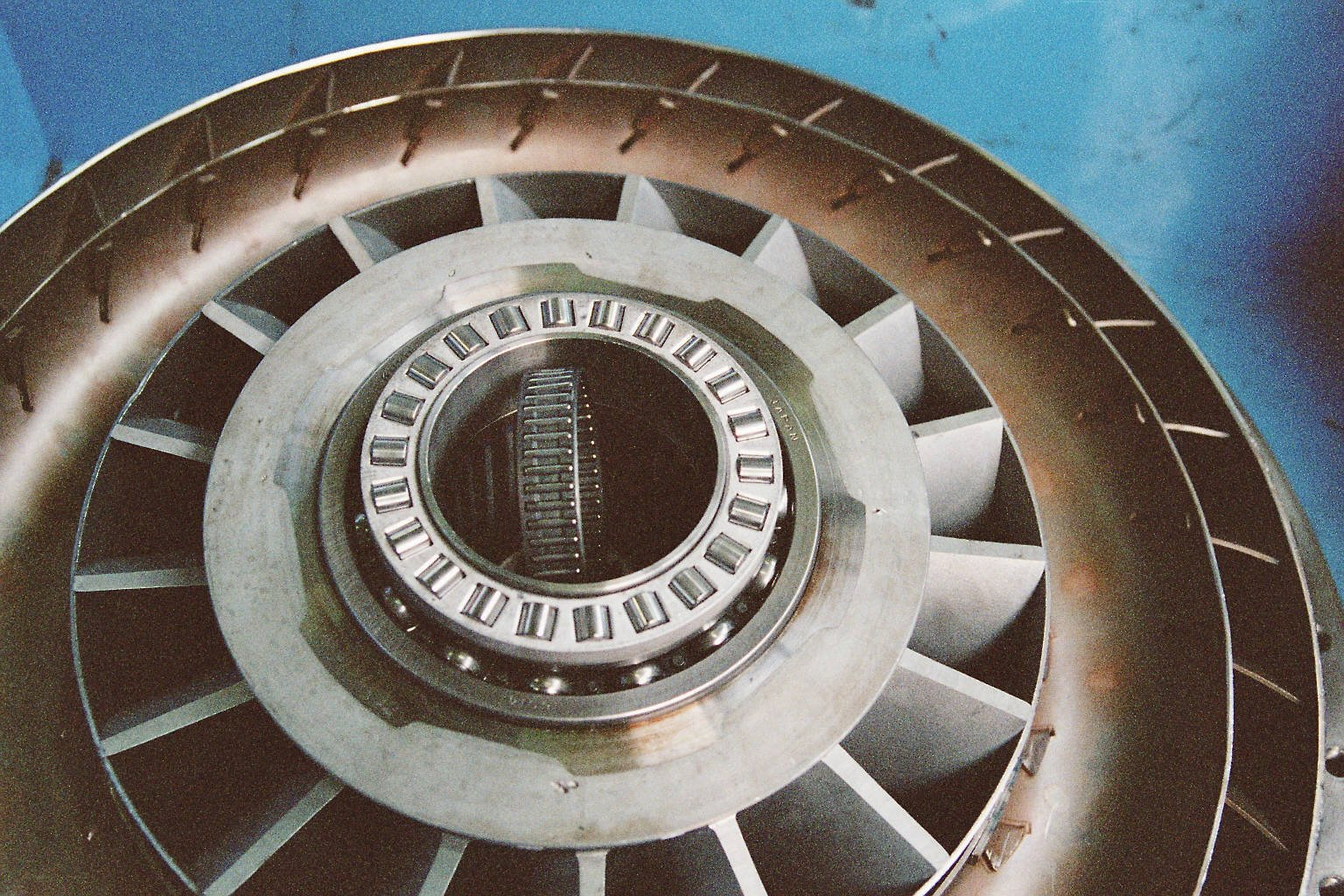
Лопастные колёса гидродинамической передачи

### Принцип работы (принцип переноса энергии)
Гидродинамические передачи состоят из расположенных в общем корпусе лопастных колёс. Как минимум всегда имеется два колеса: насосное, соединённое с ведущим валом (валом двигателя) и турбинное, соединённое с ведомым валом (валом привода). Жёсткая кинематическая связь между колёсами отсутствует. Лопасти обоих колёс прикреплены к торообразным направляющим поверхностям, которые образуют рабочую полость гидродинамической передачи. Рабочая полость заполняется жидкостью, за счёт которой  происходит перенос энергии внутри передачи, а также смазка и охлаждение. Получающее энергию вращения извне насосное колесо посредством своих лопастей передаёт энергию потоку жидкости. Поток жидкости обтекает лопасти турбинного колеса, приводит его во вращение, тем самым сообщая ему энергию вращения, используемую на выходном валу для преодоления сопротивления приводимой машины (потребителя).

### Свойства гидродинамической передачи
Ввиду своей конструкции и отсутствию жёсткой кинематической связи между своим входным и выходным звеном ГДП обладают рядом ценных качеств, обуславливающих их распространение в трансмиссиях машин и приводах агрегатов. ГДП способны ограничивать момент сопротивления, нагружающего двигатель, а также способны сглаживать пульсации этого момента при пульсирующем изменении сопротивления потребителя. Этим они защищают двигатель и механическую часть трансмиссии от перегрузок и ударных нагрузок, тем самым увеличивая их долговечность. ГДП способны нивелировать перегрузку двигателя в момент разгона машины или пуска приводимого агрегата, благодаря чему отпадает необходимость завышения мощности двигателя для уверенной работы в разгонных и стартовых режимах. Гидротрансформаторы и комплексные гидропередачи способны обеспечивать бесступенчатое изменение крутящего момента в обратной зависимости от изменения частоты вращения выходного звена, так что при возрастании сопротивления потребителя и, следовательно, при снижении частоты вращения выходного звена, крутящий момент увеличивается. Это позволяет оптимально использовать всю доступную мощность двигателя при практически любой частоте вращения выходного звена, что в случае транспортных машин способствует формированию так называемой гиперболической тяговой характеристики. ГДП могут работать как в тяговом, так и в тормозном режимах: то есть, они могут передавать энергию вращения как с входного звена на выходное, так и обратно. Важной особенностью ГДП является то, что все вышеупомянутые функции ГДП может выполнять автоматически, без разрыва потока передаваемой энергии и без вмешательства человека или какого-либо управляющего устройства. КПД оптимальных режимов работы ГДП может достигать значений в 85–98 %.

### Параметры гидродинамических передач
В контексте технического описания той или иной ГДП, таковая может быть оценена по различным параметрам, в том числе таким как:
Мощность ГДП
мощность на входном звене ГДП.
Полный коэффициент полезного действия ГДП
отношение мощности на выходном звене к мощности на входном звене.
Передаточное отношение ГДП
отношение частоты вращения выходного звена к частоте вращения входного звена.
Коэффициент трансформации крутящего момента ГДП
отношение крутящего момента выходного звена к крутящему моменту входного звена.
Коэффициент момента входного звена ГДП
отношение крутящего момента входного звена ГДП к произведению (плотности рабочей жидкости) × (вторую степень частоты вращения входного звена) × (пятую степень активного диаметра).
Диапазон регулирования ГДП
пределы изменения передаточного отношения при заданной нагрузке или пределы изменения крутящего момента при заданном передаточном отношении.
Активный диаметр ГДП
наибольший диаметр рабочей полости.
Помимо оценочных параметров, одинаково применимых к любому типу ГДП, свои специфические параметры имеют как гидромуфты, так и гидротрансформаторы, например:
Оптимальное передаточное отношение гидротрансформатора
передаточное отношение на режиме максимального КПД.
Коэффициент прозрачности гидротрансформатора
отношение максимального крутящего момента входного звена гидротрансформатора на тяговом режиме к крутящему моменту входного звена на режиме работы с коэффициентом трансформации равном единице и постоянной частоте вращения входного звена.
Скольжение гидромуфты
разность частот вращения входного и выходного звеньев, отнесённая к частоте вращения входного звена.
Коэффициент перегрузки гидромуфты
отношение максимального крутящего момента к расчётному крутящему моменту гидромуфты.
Фактически, наиболее часто в диаграммах характеристик ГДП на диапазоне передаточных отношений (i) от 0 до 1 из всех вышеупомянутых параметров широко используются только три: графики КПД (η), коэффициента трансформации (K) и коэффициента момента входного звена (λ). График КПД является важнейшим оценочным удельным показателем работы любой ГДП, второй показывает преобразующие свойства ГДП, а третий — удельные показатели нагружающей характеристики.

## Виды гидродинамических передач
Гидродинамическая передача может быть реализована в виде:
- Гидродинамической муфты (т. ж.: гидромуфты) — передача мощности без изменения крутящего момента;
- Гидродинамического трансформатора (т. ж.: гидротрансформатора) — передача мощности с изменением крутящего момента;
- Комплексной гидродинамической передачи — как сочетание гидротрансформатора и гидромуфты.

Главным конструктивным отличием гидромуфты от гидротрансформатора является обязательное наличие у гидротрансформатора третьего элемента (помимо насоса и турбины) — реактора.

### Гидромуфта

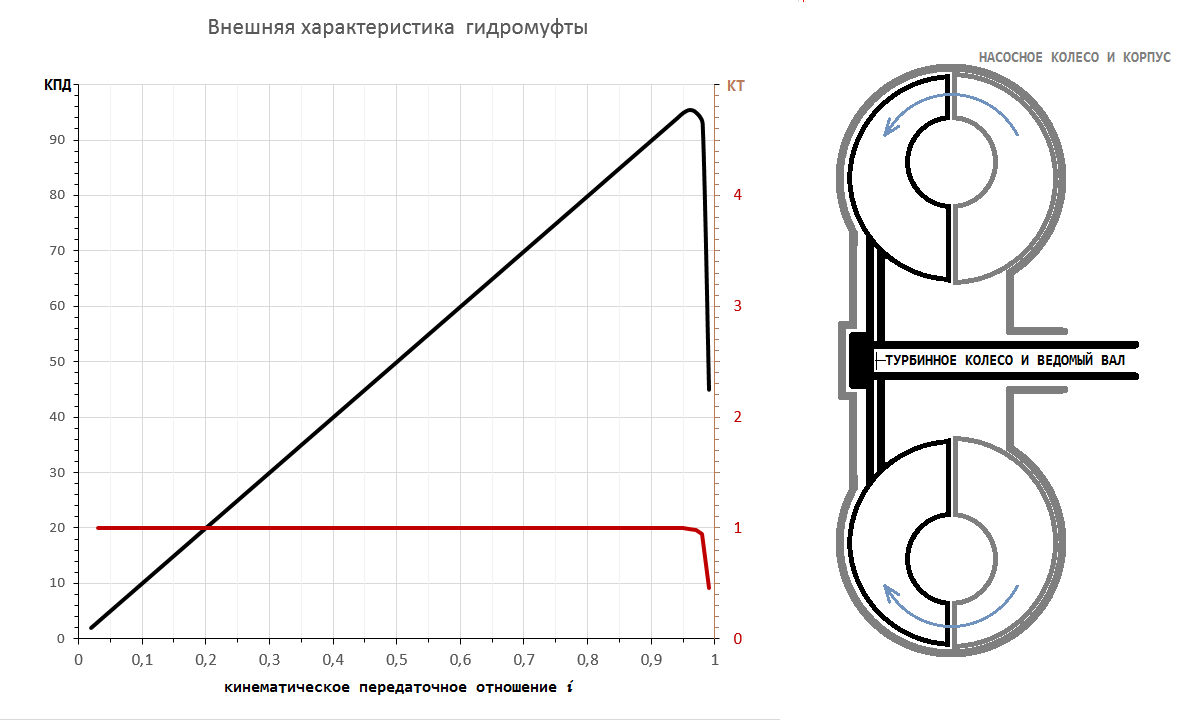
Простая гидромуфта, внешняя характеристика
Серым цветом изображён корпус гидромуфты и насосное колесо. Чёрным цветом изображено турбинное колесо и ведомый вал. Голубой стрелкой указано направление потока жидкости.

Гидромуфта (ГМ) — гидродинамическая передача, не преобразующая крутящий момент.
ГМ состоит из двух основных элементов: насосного колеса и турбинного колеса. Конструктивно оба колеса обычно расположены в общем корпусе, причём насосное зачастую сблокировано с корпусом, а турбинное вращается внутри корпуса на подшипниках. Крутящий момент здесь подаётся на корпус ГМ, а снимается с ведомого вала по центру ГМ.
ГМ не способна изменять величину передаваемого крутящего момента. На большинстве режимов работы ГМ крутящий момент на турбинном колесе равен крутящему моменту на насосном колесе (исключение — зона падения КПД при кинематическом передаточном отношении близком к 1). В общем случае КПД ГМ на большинстве режимов работы равен передаточному отношению. Наивысшие значения КПД ГМ находятся в диапазоне 95-97%, что примерно соответствует значениям кинематических передаточных отношений в диапазоне 0.95-0.97. В диапазоне выше этих значений КПД ГМ резко падает и эксплуатация ГМ по прямому назначению не возможна.

### Гидротрансформатор

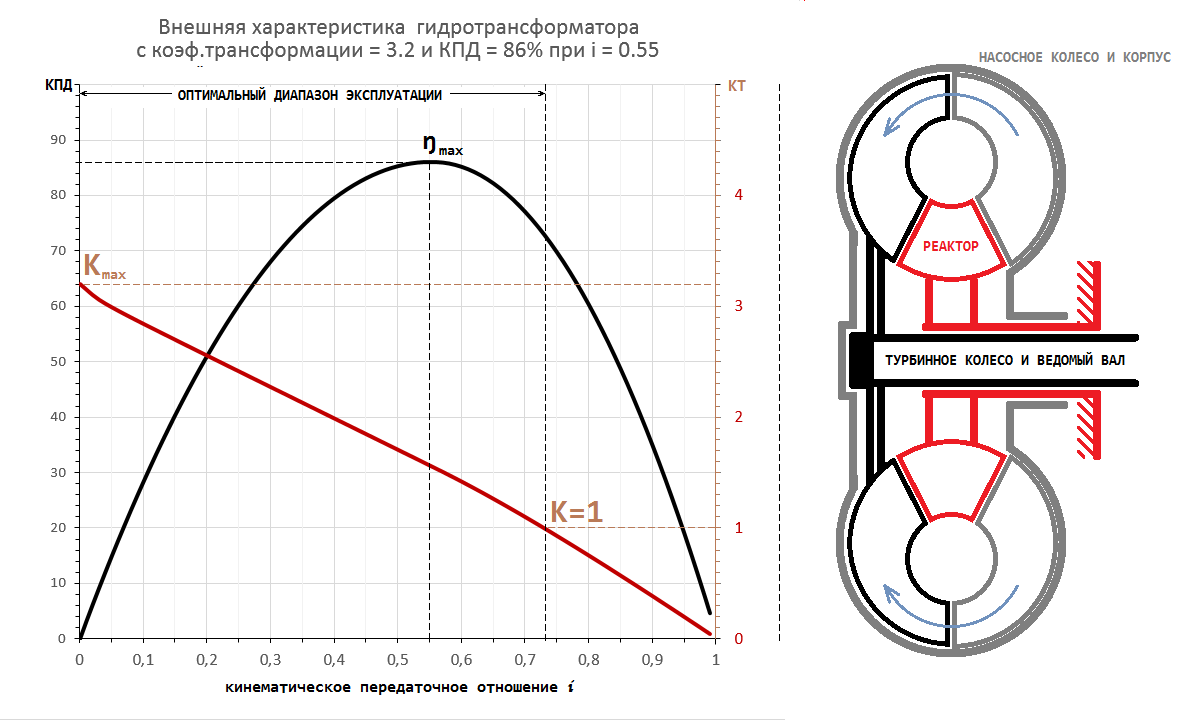
Простой гидротрансформатор, внешняя характеристика
Серым цветом изображён корпус гидротрансформатора и насосное колесо. Чёрным цветом изображено турбинное колесо и ведомый вал. Красным цветом изображён неподвижный реактор. Голубой стрелкой указано направление потока жидкости.

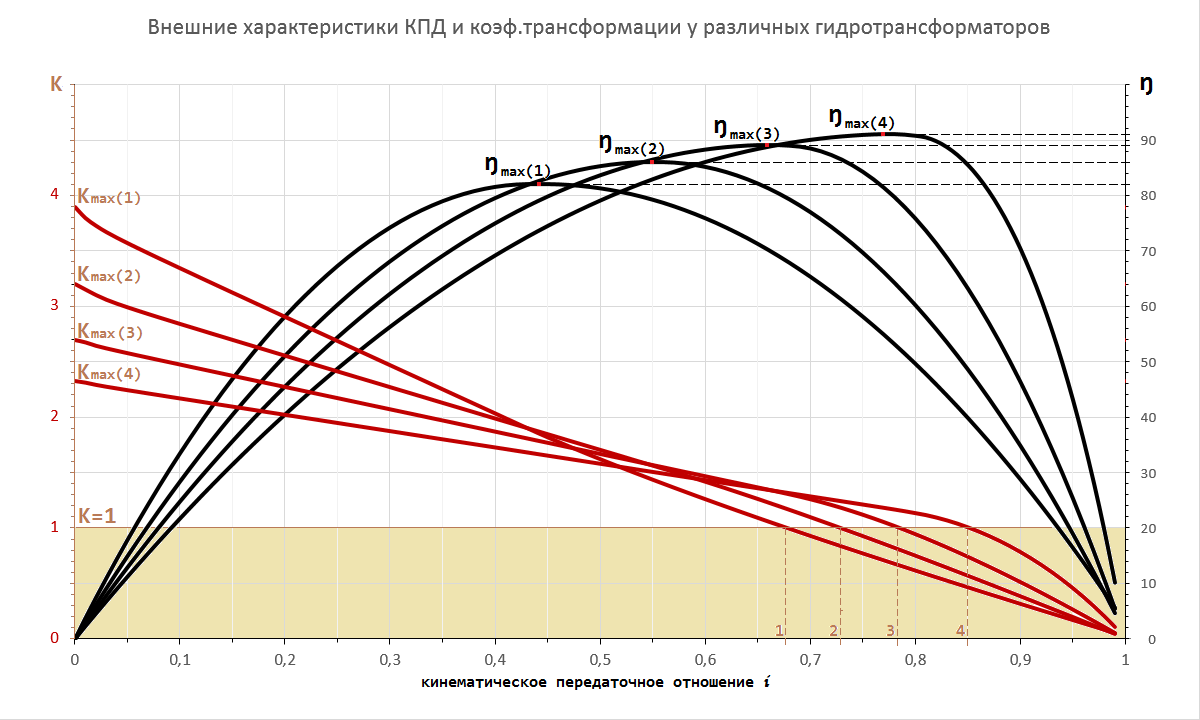
Внешние характеристики четырёх разных гидротрансформаторов

Гидротрансформатор (ГТ) — гидродинамическая передача, преобразующая передаваемый крутящий момент по величине (и, в некоторых случаях, по направлению).
ГТ состоит из трёх основных элементов: насосного колеса, турбинного колеса и реакторного колеса (реактора). Конструктивно все три элемента обычно расположены в общем корпусе, причём насосное зачастую сблокировано с корпусом, турбинное свободно вращается внутри корпуса на подшипниках, а реактор неподвижно закреплён на некоей монтажной опоре вне корпуса и вращаться не может. Крутящий момент здесь подаётся на корпус ГТ, а снимается с соединённого с турбинным колесом ведомого вала по центру ГТ. Подобная конструкция ГТ может считаться канонической, но также имеются различные редкие нестандартные конструкции с разнесёнными насосным и турбинным колесом.  
ГТ способен изменять величину передаваемого крутящего момента. Это происходит именно за счёт реактора, и в любом ГТ величина крутящего момента на турбинном колесе равна сумме момента на насосном колесе и реактивного момента на реакторе. Максимальное значение коэффициента трансформации у каждого ГТ своё, и в общем случае, чем выше коэффициент трансформации, тем при меньшем значении кинематического передаточного отношения достигается наивысший КПД. Максимальное значение коэффициента трансформации определяется такими факторами конструктивного плана как: активный диаметр, тип и расположение колёс, угол наклона лопастей. У всех ГТ без исключения имеется такой диапазон, где значения коэффициента трансформации ниже единицы. Это нежелательный диапазон: значения КПД здесь крайне низки, а какая-либо длительная работа ГТ по прямому назначению здесь бессмысленна.
В современном околотехническом лексиконе и речевом обиходе под ГТ обычно понимается не ГТ, а комплексная гидродинамическая передача, хотя подобная подмена понятий формально ошибочна. Англоязычный термин — Torque Converter.

### Комплексная гидропередача

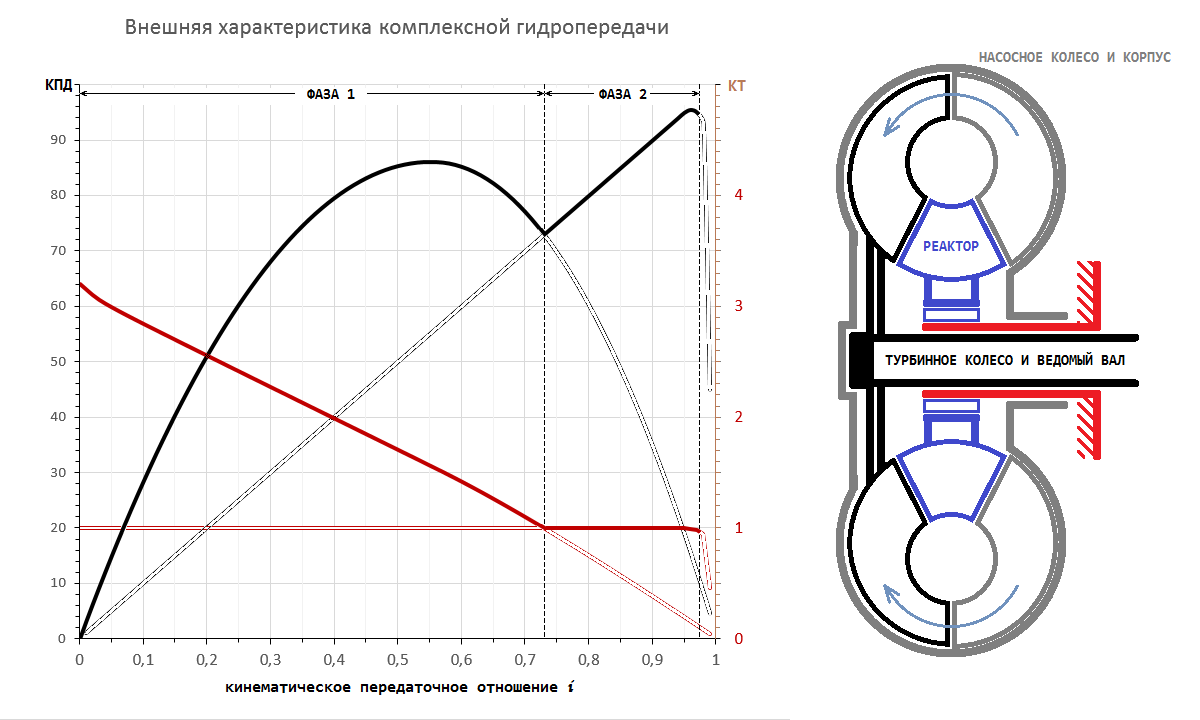
2-фазная комплексная ГДП, внешняя характеристика

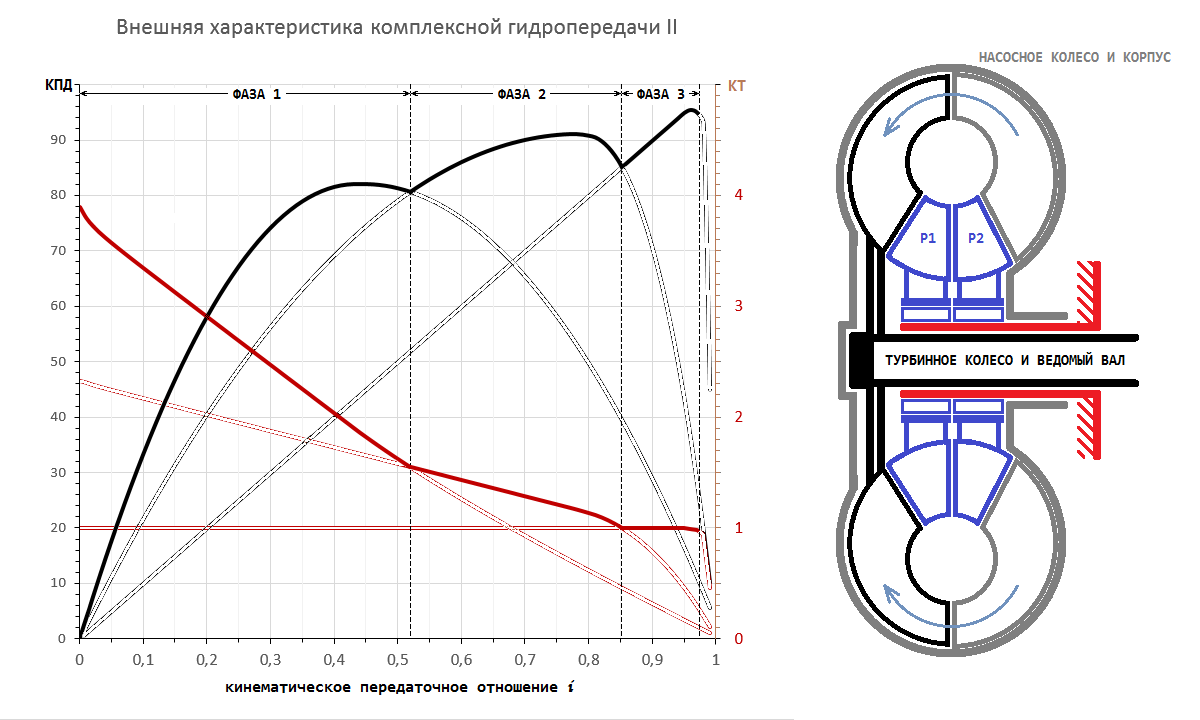
3-фазная комплексная ГДП, внешняя характеристика

Комплексная ГДП как бы соединяет в себе гидромуфту и гидротрансформатор, способна работать в обоих режимах, вследствие чего имеет более широкий диапазон высоких значений КПД.
Характерной конструктивной особенностью комплексной ГДП является расположенное на муфте свободного хода подвижное колесо реактора. Муфта свободного хода позволяет заклинивать реактор при работе комплексной ГДП в режиме гидротрансформатора и освобождать в режиме гидромуфты, причём переход с одного режима на другой происходит автоматически в зависимости от кинематического передаточного отношения ГДП. Также особенностью комплексных ГДП является то, что в них обычно применяются центростремительные турбины, в связи с тем, что таковые обеспечивают достаточную энергоёмкость при работе комплексной ГДП в режиме гидромуфты.
Комплексная ГДП может иметь один реактор или два, каждый из которых расположен на своей муфте свободного хода. Два реактора как бы позволяют получить в одном корпусе два гидротрансформатора с отличающимися характеристиками трансформации крутящего момента. Данное решение позволяет расширить зону высоких значений КПД. Внешняя характеристика такой комплексной ГДП состоит из трёх характеристик элементарных ГДП. В иностранной технической литературе такие комплексные ГДП называются «трёхфазными».

### Блокируемая гидропередача

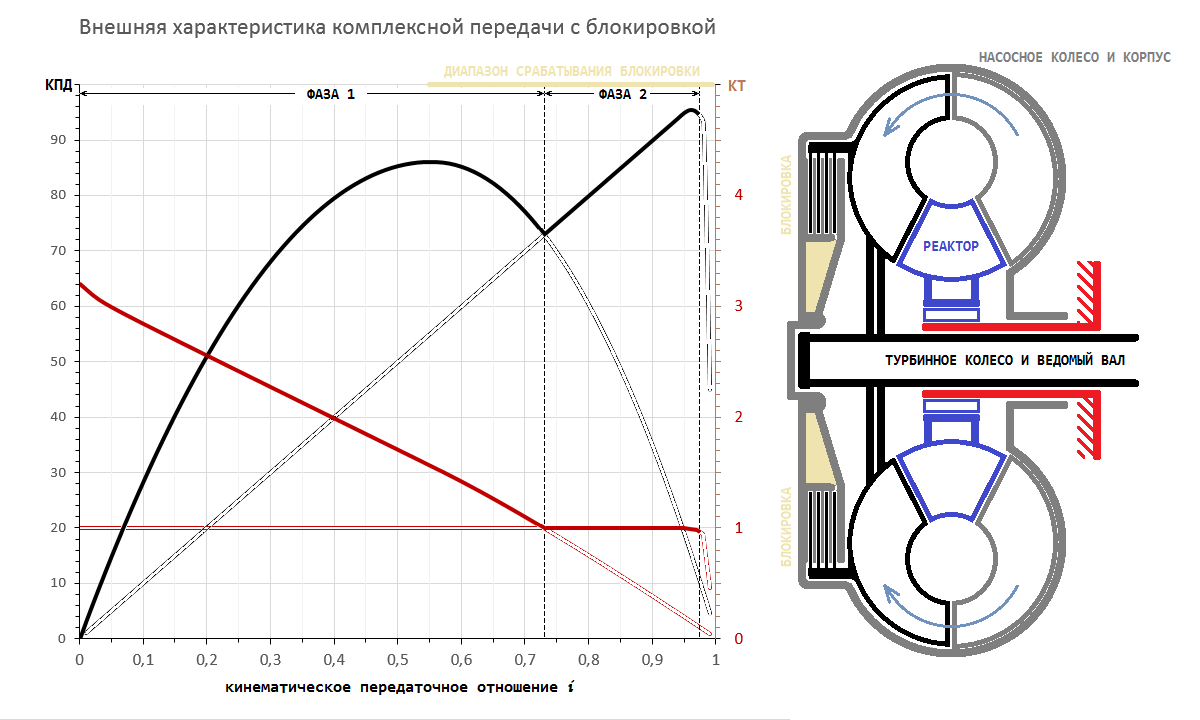
Комплексная ГДП с блокировкой, внешняя характеристика

Таковыми являются любые ГДП в которых на заданном режиме работы тем или иным способом реализована функция взаимной блокировки насосного и турбинного колёс относительно друг друга.
В режиме блокировки ГДП работает как прямая передача, а все вышеупомянутые специфические свойства ГДП теряют силу. Механизм блокировки представляет собой фрикционную или гидроподжимную муфту.
Муфта блокировки может располагаться как вне корпуса ГДП, так и внутри него. Включение блокировки может быть реализовано вручную, но обычно происходит автоматически посредством некой управляющей системы.

## История
Впервые гидродинамические передачи были применены в 1902 году в морском флоте профессором Феттингером. В России (СССР) работы
по созданию гидродинамических передач начались в 1929 году в Ленинграде в бюро профессора Я.М. Гаккеля и в Москве профессором А.Н. Шелестом.

## Применение
- Гидропередача тепловоза
- Гидромеханическая трансмиссия автомобиля, трактора.